# Guerras búlgaro-sérvias de 917–924
As guerras búlgaro-sérvias de 917–924 (em búlgaro: ългаро–сръбски войни от 917–924) foram uma série de conflitos travados entre o Império Búlgaro e o Principado da Sérvia como parte da maior guerra bizantino-búlgara de 913–927. Depois que o exército bizantino foi aniquilado pelos búlgaros na Batalha de Anquíalo, os emissários bizantinos incitaram o Principado da Sérvia a atacar a Bulgária no Oeste. Os búlgaros rapidamente lidaram com a ameaça e substituíram o príncipe sérvio por um protegido deles. Nos anos seguintes, os impérios competiriam sobre o controle da Sérvia. Em 924, os sérvios se ergueriam novamente, emboscando e derrotando um pequeno exército búlgaro. Essa mudança dos eventos provocou uma grande campanha de retaliação que terminou com a anexação da Sérvia no fim do mesmo ano.

## Prelúdio
Logo após Simeão I (r. 893–927) ascender ao trono, com sucesso defendeu os interesses comerciais da Bulgária, adquiriu territórios entre o mar Negro e os montes Istranca, e impôs um tributo anual ao Império Bizantino como resultado da guerra bizantino-búlgara de 894–896. O resultado da guerra confirmou a dominação búlgara sobre os Bálcãs, mas também expôs a vulnerabilidade do país à intervenção estrangeira sob a influência da diplomacia bizantina.[a] Tão logo a paz com o Império Bizantino foi assinada, Simeão procurou assegurar as posses búlgaras nos Bálcãs Ocidentais. Após a morte do príncipe Mutímero (r. 850–891), vários membros da dinastia reinante lutaram pelo trono do Principado da Sérvia. Em 892, Pedro estabeleceu-se como príncipe. Em 897, Simeão concordou em reconhecer Pedro e colocá-lo sob sua proteção, resultando um período de paz e estabilidade de 20 anos no Ocidente. Contudo, Pedro não estava contente com sua posição subordinada e procurou meios para conseguir a independência.
Após quase duas décadas de paz entre a Bulgária e o Império Bizantino, o imperador Alexandre (r. 912-913) provocou um conflito com a Bulgária em 913. Simeão, que estava procurando um pretexto para confrontar os bizantinos para reclamar um título imperial, usou a oportunidade para guerrear. Diferente de seus predecessores, a ambição final de Simeão era assumir o trono de Constantinopla como imperador romano, criando um Estado búlgaro-romano. Mais tarde naquele ano, forçou os bizantinos a reconhecê-lo como imperador dos búlgaros (czar) e casou sua filha com o imperador infante Constantino VII, que pavimentaria seu caminho para tornar-se genro e guardião do imperador. Contudo, após um golpe de Estado em fevereiro de 914, o novo governo bizantino sob a mãe de Constantino, Zoé Carbonopsina, revogou as concessões e as hostilidades continuaram. Em 20 de agosto e 917, os bizantinos sofreram uma derrota devastadora nas mãos do exército búlgaro na Batalha de Anquíalo que de facto colocou os Bálcãs sob controle búlgaro. Semanas depois, outro exército bizantino foi pesadamente derrotado na Batalha de Catasirtas. próximo de Constantinopla, num combate noturno.

## Guerras
Logo após a Batalha de Anquíalo, os bizantinos tentaram criar uma ampla coalizão anti-búlgara. Como parte de seus esforços, o estratego de Dirráquio Leão Rabduco foi instruído a negociar com o príncipe sérvio Pedro, que era um vassalo búlgaro. Pedro respondeu positivamente, mas a corte em Preslava foi alertada das negociações pelo príncipe Miguel de Zaclúmia, um leal aliado da Bulgária, e Simeão foi capaz de evitar um imediato ataque sérvio. Após as vitórias em 917, o caminho para Constantinopla ficou aberto, mas Simeão decidiu lidar com o príncipe Pedro antes de avançar contra os bizantinos. Um exército foi enviado sob o comando de Teodoro Sigritzes e Marmais. Eles persuadiram Pedro a encontrá-los, capturaram-o e enviaram-o a Preslava, onde morreu na prisão. Os búlgaros substituíram Pedro por Paulo, um neto de Mutímero, que por muito tempo viveu em Preslava. Assim, a Sérvia transformou-se num Estado fantoche até 921.

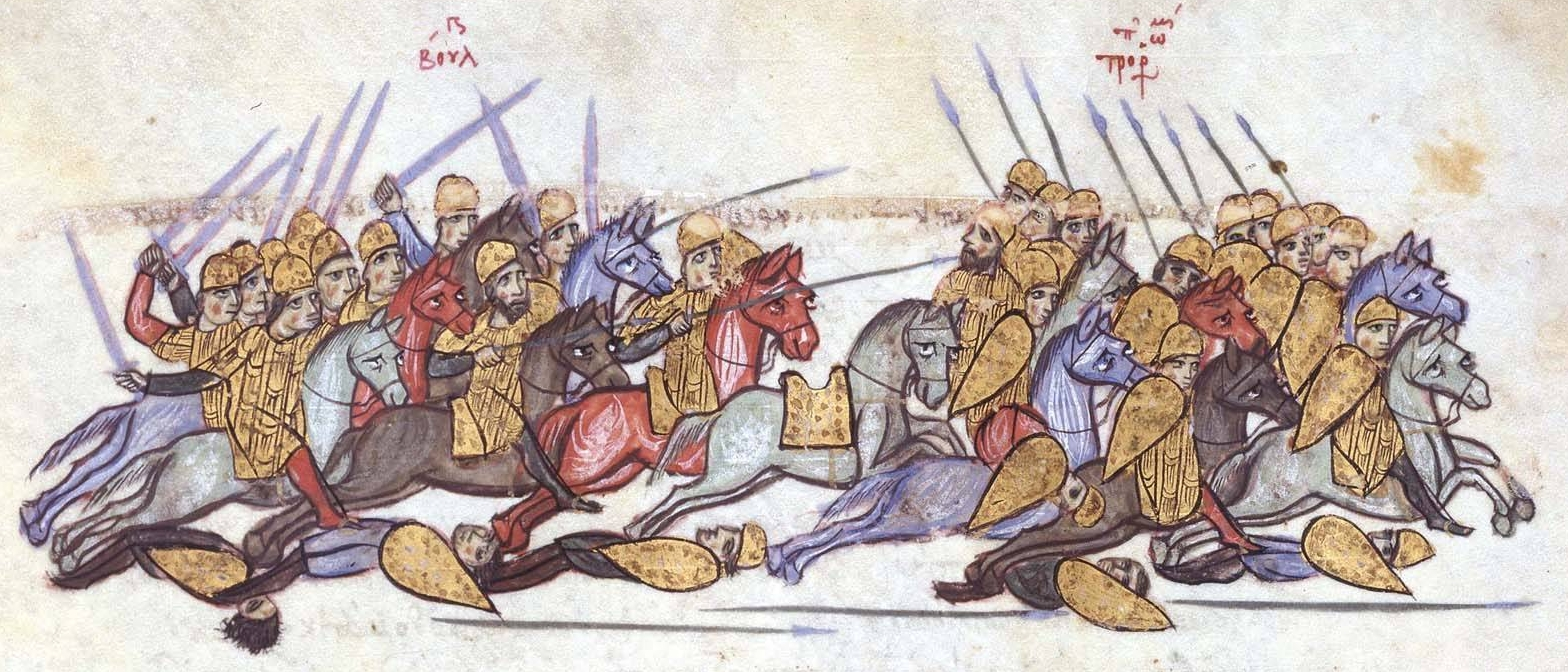
A derrota bizantina na Batalha de Anquíalo.Iluminura no Escilitzes de Madrid

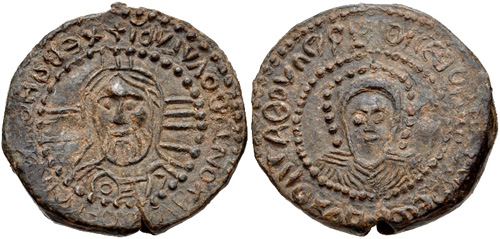
Selo do imperador r.

Numa tentativa de trazer a Sérvia sob seu controle, em 920 os bizantinos enviaram Zacarias, outro dos netos de Mutímero, para desafiar o governo de Paulo. Zacarias foi capturado por búlgaros ou por Paulo, que enviou-o a Simeão. De todo modo, Zacarias terminou em Preslava. Apesar do revés, os bizantinos persistiram e subornaram Paulo a mudar de lado ao dar-lhe muito ouro. Em resposta em 921 Simeão enviou um exército búlgaro sob Zacarias. Sua intervenção foi bem-sucedida, Paulo foi facilmente deposto e novamente um candidato búlgaro foi colocado no trono sérvio. O controle não durou muito, pois Zacarias cresceu em Constantinopla onde foi muito influenciado pelos bizantinos. Logo Zacarias abertamente declarou-se leal ao Império Bizantino e começou hostilidades contra a Bulgária. Em 923 ou 924 Simeão enviou pequeno exército sob Teodoro Sigritzes e Marmais, mas foram emboscados e mortos. Zacarias enviou suas cabeças e armadura para Constantinopla.
Foi após Simeão tentar aliar-se com o Califado Fatímida para um cerco naval a Constantinopla e a derrota das tropas búlgaras na luta contra Zacarias que ele decidiu reunir-se com Romano. Em setembro de 923, Simeão chegou em Constantinopla, exigindo uma reunião com o imperador. Durante a reunião, Romano conseguiu agitá-lo, perguntando como o búlgaro podia viver com tanto sangue em suas mãos. A paz foi discutida, mas Simeão partiu antes de quaisquer termos serem assinados. Presumivelmente Simeão queria manter a paz com os gregos para que pudesse lidar com o problema sérvio. Em 924, grande exército búlgaro foi enviado à Sérvia sob comando de Tzéstlabo, seu segundo primo, Cnemo, Hemneco e Etzbóclias.
Essa ação provocou uma grande campanha de retaliação em 924. Uma grande força búlgara foi enviada, acompanhada por novo candidato, Tzéstlabo, que nasceu em Preslava de mãe búlgara. Os búlgaros devastaram o campo e forçaram Zacarias a fugir ao Reino da Croácia. O exército arrasou boa parte da Sérvia, forçando Zacarias a fugir à Croácia. Desse vez, contudo, os búlgaros decidiram mudar sua atitude para com os sérvios. Simeão convocou todos os zupanos sérvios para prestarem homenagem ao príncipe, mas em vez disso fez todos cativos e levou-os a Preslava. A Sérvia foi anexada como província e a Bulgária expandiu consideravelmente suas fronteiras, agora avizinhando seu aliado Miguel da Zaclúmia e a Croácia, para onde Zacarias se exilou. A anexação foi um movimento necessário, pois os sérvios se mostraram aliados não confiáveis e Simão ficou cauteloso com o padrão inevitável de guerra, suborno e deserção. Segundo o Sobre a Administração Imperial de Constantino, Simeão reassentou a população inteira no interior da Bulgária e aqueles que evitaram o cativeiro fugiram à Croácia, deixando o país deserto.

## Rescaldo

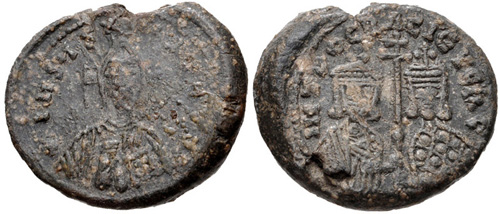
Selo de e Irene Lecapena

O avanço búlgaro nos Bálcãs Ocidentais foi interrompido pelos croatas que derrotaram seu exército em 926. Similarmente ao caso da Sérvia, a Croácia foi invadida no contexto do conflito bizantino-búlgaro, pois o rei Tomislau I (r. 910–928) era aliado bizantino e abrigou inimigos da Bulgária. Após a morte de Simeão em 27 de maio de 927, seu filho e sucessor Pedro I (r. 927–969) concluiu tratado de paz favorável com os bizantinos, assegurando reconhecimento do título imperial aos governantes búlgaros, um patriarca independente e um tributo anual. Apesar desse sucesso diplomático e o fim do conflito de 14 anos, o começo do reinado de Pedro foi marcado pela instabilidade interna. O jovem monarca enfrentou duas revoltas consecutivas de seus irmãos João e Miguel. O príncipe sérvio Tzéstlabo tomou vantagem desses problemas. Em 928 ou 931, conseguiu escapar de Preslava e assegurou a independência da Sérvia da Bulgária sob soberania bizantina. Com o apoio financeiro e diplomático bizantino, conseguiu repovoar e reorganizar o país.